# Кафр-Калбин
Кафр-Калбин или Кафер-Калбин (араб. كفر كلبين‎) — деревня на северо-западе Сирии, расположенный на территории мухафазы Халеб. Входит в состав нахии Аазаз района Аазаз.

## Географическое положение
Деревня находится в северной части мухафазы, вблизи границы с Турцией, на высоте 523 метров над уровнем моря.

Кафр-Калбин расположен на расстоянии приблизительно 33 километров к северо-северо-западу (NNW) от Халеба, административного центра провинции и на расстоянии 340 километров к северо-северо-востоку (NNE) от Дамаска, столицы страны.

## Население
По данным официальной переписи 2004 года численность населения деревни составляла 2146 человек.

## Транспорт
Ближайший гражданский аэропорт расположен в городе Халеб.